# Óscar Acosta
Pour les articles homonymes, voir Acosta.
Óscar Acosta, né le 14 avril 1933 à Tegucigalpa et mort le 15 juillet 2014 dans la même ville, est un écrivain, critique, homme politique et diplomate hondurien,,.

« Mis manos tocan, niña mía, tu rumorosa piel, tu dulcísima carne que tranquilos ángeles habitan »

« Ma petite, mes mains touchent ta rumeureuse peau, ta très douce chair habitée par de tranquilles anges »

Il a commencé à travailler différentes formes d’expression. Son œuvre a une thématique intimiste et patriotique.

## Œuvres
- Responso poético al cuerpo presente de José Trinidad Reyes (1955)
- El arca (1956)
- Poesía menor (1957)
- Tiempo detenido (1962)
- Mi país (1971)
- Poesía. Selección 1952-1965 (1965)
- Poesía. Selección 1952-1971 (1976)
- Rafael Heliodoro Valle. Vida y obra (1964)

## Prix
- Premio Rubén Darío (1960)
- Premio Nacional de Literatura Ramón Sosa (1979)

## Distinctions
- Grand-croix de l'ordre d'Isabelle la Catholique